# A Thousand Clowns
A Thousand Clowns é um filme estadunidense de 1965, do gênero comédia, dirigido por Fred Coe.

## Sinopse
Há quase 5 meses como redator-chefe de um famoso programa de televisão, Murray Burns (Jason Robards) está desempregado. Junto com ele mora Nick (Barry Gordon), seu sobrinho de 12 anos, mas a relação deles está mais próxima de pai e filho. Ele nunca se preocupou em adotar o garoto legalmente e isto chama a atenção de Albert Amundson (William Daniels) e Sandra Markowitz (Barbara Harris), um casal de funcionários da Unidade do Serviço Social do Conselho do Bem-Estar de Menores. Albert se irrita com a irreverência de Murray, mas Sandra se apaixona pelo seu modo livre de ser e tenta convencê-lo a arrumar um emprego, para poder ficar com seu sobrinho. Assim ele começa a tentar arrumar algum trabalho, mas nem tudo acontece do modo como ele esperava.

## Elenco
- Jason Robards .... Murray Burns
- Barbara Harris .... dra. Sandra Markowitz
- Martin Balsam .... Arnold Burns
- Gene Saks .... Leo Herman
- William Daniels .... Albert Amundson
- Philip Bruns .... homem no restaurante
- John McMartin .... homem no escritório
- Barry Gordon ....Nick

## Prêmios e indicações
Oscar 1966 (EUA)
- Venceu na categoria de melhor ator coadjuvante (Martin Balsam)
- Indicado nas categorias de melhor filme, melhor trilha sonora e melhor roteiro adaptado.

Globo de Ouro 1966 (EUA)
- Indicado nas categorias de melhor filme - comédia / musical, melhor ator - comédia / musical (Jason Robards) e melhor atriz - comédia / musical (Barbara Harris).